# EECONET
EECONET Action Fund (EAF) ist eine niederländische Naturschutzstiftung. Ihr Ziel ist es, ein paneuropäisches ökologisches Netzwerk zu schaffen, indem sie halbstaatliche Organisationen wie Nationalparks und Nichtregierungsorganisationen bei der Pachtung oder dem Kauf von Flächen unterstützt. EAF wird von einer Reihe europaweit arbeitender Naturschutzorganisationen getragen.
Bisher konnten durch die Förderung der EAF über 160.000 Hektar in 15 Ländern durch 96 Projekte für das ökologische Netzwerk gesichert werden. 85 Projekte sind bereits abgeschlossen. 

## Pan-Europäisches Ökologisches Netzwerk
Auf der Konferenz Conserving Europe's Natural Heritage: Towards a European Ecological Network, die 1993 in Maastricht stattfand waren 267 Teilnehmer aus 31 europäischen Ländern und 26 internationalen Organisationen versammelt und diskutierten die Entwicklung der europäischen biologischen und Landschaftsvielfalt. Ein wichtiges Thema war die Fragmentierung und Habitatverlust sowie die Umweltverschmutzung und der Einfluss des Klimawandels auf die Natur in Europa. Aus der Einsicht, dass gegen die negativen Trends schnell Aktionen ergriffen werden müssen, wurde das EECONET (the European Ecological Network) bzw. PEEN (the Pan European Ecological Network) geboren.
Die Besonderheit ist, dass das Netzwerk kooperative Aktionen in ganz Europa anstrebt. Dabei wird die strategische Komponente im Naturschutz auf dem Gebiet Europas und international für besonders wichtig erachtet. EECONet sieht sich als konzeptionelles und operatives Netzwerk, um diese Einsicht in reales Naturschutzhandeln umzusetzen.
Deshalb zielt die Organisation auf Proactive conservation (aktiven Naturschutz) ab. Messbare Erfolge mit dem Ziel natürlicher Ökosysteme will das Netzwerk durch folgende direkten Ziele erreichen:
- die Identifizierung von Kerngebieten zum Schutz Landschaftstypen und Arten.
- die Schaffung von Korridoren und Trittsteinen, um die Kohärenz von Ökosystemen zu erhalten.
- Landschafts-Restoration zu betreiben, um neue Habitate zu schaffen und räumliche Möglichkeiten für die Verbreitung und Migration von Arten zu gewährleisten.
- Pufferzonen zu schaffen, um Kerngebiete und Korridore vor externer schädlicher Nutzung abzuschotten. Die Umwelt- und Lebensqualität der Landschaften soll gesteigert werden.

## Projekte

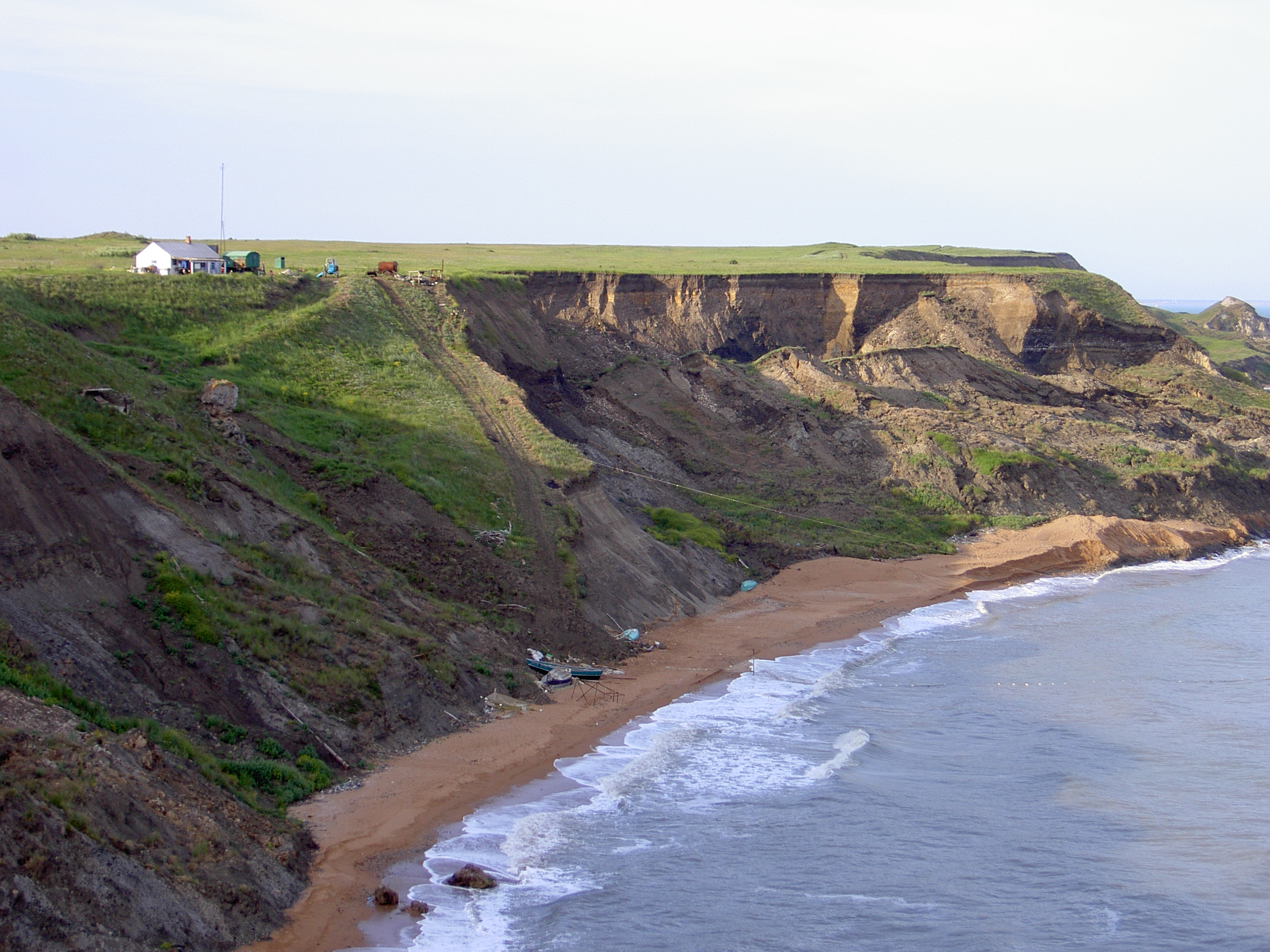
Steilküste auf der Krim (Kertsch), eines der Projektgebiete

Die Stiftung unterstützt viele Projekte von unterschiedlicher Größe in ganz Europa. Ein Schwerpunkt der Arbeit liegt in den weitgehend noch „intakten“ Landschaften Südost- und Osteuropas. Durch die bisher traditionelle und daher meist extensive Landwirtschaft wurden viele Landschaften in dem Zustand des 19. Jahrhunderts erhalten und verfügen über ein in Mitteleuropa bereits lange verschwundenes „Arteninventar“. Als Beispiel kann das Projekt an der Karagol Bay im Dnester Delta genannt werden, bei dem es um den Schutz der des Gebietes Tarchankut im Westen der Halbinsel Krim geht. Die Stiftung unterstützt die Schaffung des Nationalparks Nizhnednistrovs’kiy (Dnester Delta) in der Oblast Odessa.

## Struktur des EAF
Die Stiftung ist ein gemeinsames Projekt der Coastal and Marine Union (EUCC), EUROSITE (European union of site management organisations), Euronatur (European Natural Heritage Fund) und des ECNC (European Centre for Nature Conservation). Die EAF wird von einem Rat („board“) geleitet, in dem Repräsentanten der Mitgliedsorganisationen sowie ein unabhängiger Präsident (kommt nicht aus den Mitgliedsorganisationen) vertreten sind. Seit 1995 ist der Sitz der Stiftung und das EAF-Sekretariat bei der Coastal and Marine Union (EUCC) in Leiden (Niederlande) beheimatet. EAF arbeitet unter dem Dach von NatureNet Europe. 
Themen, mit denen sich der EAF befasst bzw. die im Verhältnis zur Arbeit des EAF stehen, sind:
- Internationaler Naturschutz
- Habitatverlust
- Habitatfragmentierung
- Wiederansiedlung
- Ökosystemfunktionen